# Jaecheopguk
El jaecheop-guk es una sopa clara coreana hecha con almejas pequeñas de agua dulce llamadas jaecheop (재첩, Corbicula fluminea). Es una especialidad local de la provincia de Gyeongsang, donde se recoge el jaecheop en lugares como los tramos inferiores del río Nakdong y las cuencas cercanas a los condados de Gimhae, Myeongji, Eumgung y Hadan, así como en lugares cercanos al río Suyeong en Busán y al río Seomjin.
El jaecheop guk se hace cociendo jaecheop limpio, buchu (부추, cebollino) y cebolleta cortada en trozos de 6 a 7 cm de largo, además de ajo picado. La sopa se condimenta con sal y se toma como haejangguk (remedio para las resacas). También está disponible como producto envasado.